# Folle blanche
La Folle blanche è vitigno a bacca bianca tipica delle regioni francesi di produzione del Cognac e dell'Armagnac.
È conosciuta anche come Picopoule pur non avendo legami con il Picpoul del Languedoc. Per aumentare la sua resistenza alla fillossera è stata ibridata con il Baco 22A (noto anche come Baco blanc). La Folle blanche è affine alla specie molto resistente del Baco 1, o Baco noir e produce, come i suoi affini, un vino molto acido che si presta molto bene alla distillazione.